# JFEプラントエンジ
JFEプラントエンジ株式会社（ジェイエフイープラントエンジ、英:JFE Plant Engineering Co., Ltd.）は、JFEスチールグループの企業である。

## 概要
製鉄所機械などの工場設備の建設やクレーン・ブラストマシンなどの製造、機械のメンテナンスを行っている。

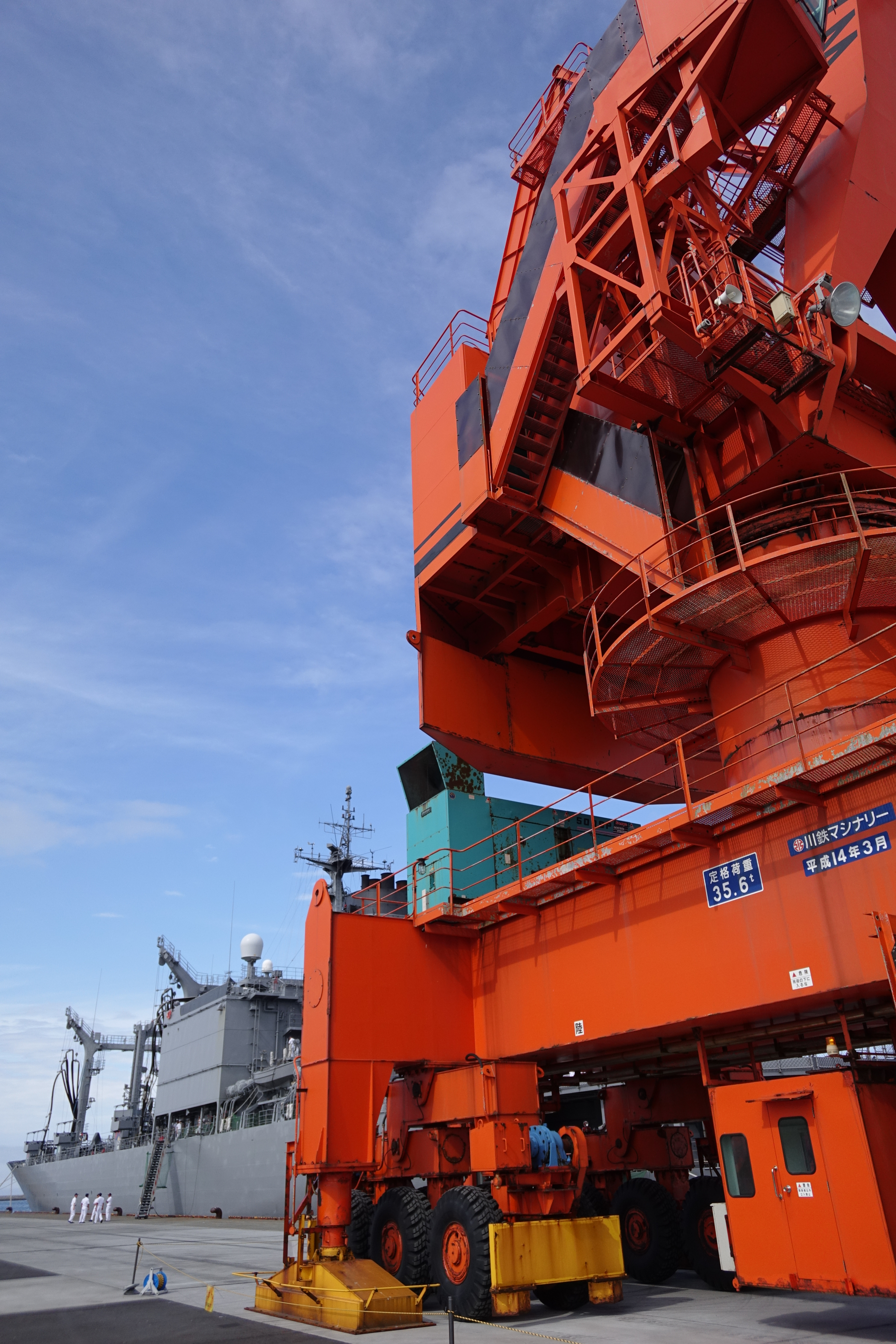
川鉄マシナリー製クレーン

## 主要事業所
- 本社 - 東京都台東区蔵前2丁目17番4号（JFE蔵前ビル）
- 千葉事業所 - 千葉県千葉市中央区新浜町
- 京浜事業所 - 神奈川県川崎市川崎区池上新町
- 知多事業所 - 愛知県半田市川崎町
- 倉敷事業所 - 岡山県倉敷市水島川崎通
- 福山事業所 - 広島県福山市鋼管町
- 播磨製作所 - 兵庫県加古郡播磨町

## 沿革

### 川鉄マシナリー
- 1937年（昭和12年）4月9日 - 株式会社布引製作所設立。
- 1950年（昭和25年） - 川崎製鉄の関係会社となる。
- 1959年（昭和24年） - 川崎電機工業株式会社に社名変更。
- 1964年（昭和39年）4月 - 千葉工場（現・千葉事業所）を新設。
- 1971年（昭和46年）6月 - 播磨工場を新設。
- 1978年（昭和53年）4月 - 生浜鉄工株式会社と合併し、川鉄鉄構工業株式会社に社名変更。
- 1994年（平成6年）4月 - 橋梁事業（播磨工場）を川崎製鉄に譲渡、川鉄マシナリー株式会社に社名変更。

### メンテック機工
- 1936年（昭和11年） - 株式会社昭栄機械製作所設立。
- 1944年（昭和19年） - 日本鋼管の関連会社となる。
- 1963年（昭和38年） - 鋼管機械工業株式会社に社名変更。
- 1966年（昭和41年）4月 - 日本鋼管が三菱重工業の協力を得て、福山共同機工株式会社設立。
- 1988年（昭和63年） - 福山共同機工に日本ブラストマシンを統合（営業譲渡）。ブラストマシン事業開始。
- 2001年（平成13年） - 福山共同機工が鋼管機械工業を合併、メンテック機工株式会社に社名変更。

### JFEメカニカル
- 2004年（平成16年）4月1日 - 川鉄マシナリーとメンテック機工が合併、JFEメカニカル株式会社に社名変更。

### JFEプラントエンジ
- 2016年（平成28年）4月1日 - JFEメカニカルがJFE電制を吸収合併、JFEプラントエンジ株式会社に社名変更。

## 関係会社
- 株式会社JFEメカフロント東日本
- 株式会社JFEメカフロント倉敷
- 株式会社JFEメカフロント福山
- 株式会社JFEメカテクノ
- 三和計電株式会社
- JFEメカニカルベトナム有限会社